# Андрущенко, Виктор Петрович
Виктор Петрович Андрущенко (укр. Віктор Петрович Андрущенко; род. 1 января 1949, с. Совинка, Сумская область) — советский и украинский философ

; доктор философских наук, профессор, действительный член (академик) АПН Украины, член-корреспондент НАН Украины, заслуженный деятель науки и техники Украины, академик АН ВШ Украины, ректор Национального педагогического университета имени М. П. Драгоманова.

## Биография
Родился 1 января 1949 года в с. Совинка Конотопского района Сумской области в семье учителей.
Окончил философский факультет Киевского государственного университета имени Тараса Шевченко по специальности «Философ, преподаватель философских дисциплин».
В 1978 году защитил диссертацию на соискание учёной степени кандидата философских наук по теме «Основные закономерности социализации личности при социализме» (специальность 09.00.01 — диалектический и исторический материализм).
В 1988 году в Киевском государственном университете имени Тараса Шевченко защищал диссертацию на соискание учёной степени доктора философских наук по теме «Проблема взаимосвязи научной идеологии и духовной культуры: (Методологическо-социологический анализ)» (специальность 09.00.01 — диалектический и исторический материализм); официальные оппоненты — доктор философских наук, профессор Л. Н. Коган, доктор философских наук, профессор Б. М. Сапунов и доктор философских наук, профессор Л. В. Сохань; ведущая организация — Академия общественных наук при ЦК КПСС. В 1990 году Белорусском государственном университете защитил диссертацию на соискание учёной степени доктора философских наук по теме «Духовная культура как фактор идейно-нравственного развития личности: проблемы эффективности» (специальность 09.00.01 — диалектический и исторический материализм).

## Научная работа
В. П. Андрущенко является автором около 500 научных работ, среди которых около 45 монографий, учебников, учебных пособий для студентов высших учебных заведений.
Всеобщее признание получили его книги «Современная социальная философия» (К., 1996; в соавторстве с Н.Михальченко); «История социальной философии» (К., 2000); «Культура. Идеология. Личность» (К., 2002; в соавт. с М.Михальченко и Л.Губерским); «Социальная работа» т. 1-8 (в соавт.); «Интеллектуальный потенциал нации: взгляд в XXI век» (Т.1-3, в соавторстве); «Беловежье. Украина 1991—1995. Леонид Кравчук» (К., 1996; в соавторстве с Н.Михальченко); «Размышления об образовании» (К., 2004); «Введение в философию. Великие философы» (Харьков, 2004) и др.
Подготовил 45 кандидатов и 10 докторов наук.
В 1979 году защитил кандидатскую, в 1991 — докторскую диссертацию; доцент (1986), профессор (1992); член-корреспондент (1999), действительный член (2003) Академии педагогических наук Украины.
Академик (действительный член) нескольких общественных академий; первый вице-президент Украинской академии политических наук; президент Ассоциации ректоров педагогических университетов Украины.
За достижения в области образования, науки и техники награждён первой премией Академии педагогических наук Украины (2000); дипломом лауреата премии имени Дмитрия Чижевского Национальной академии наук Украины (2003), дипломом лауреата награды Ярослава Мудрого Академии наук высшей школы (2002).
Научные исследования В. П. Андрущенко начал со студенческой скамьи. За научную разработку «Соотношение понятий „человек“, „индивид“, „личность“ и „индивидуальность“», обнародованную на Днях науки философского факультета университета имени Тараса Шевченко (1975), получил первую премию Научного общества философского факультета. Позже эта разработка легла в основу выпускной дипломной работы и (с незначительной доработкой) вошла в первый раздел кандидатской диссертации.
В 1975—1990 годы научные исследования В. П. Андрущенко осуществлял с позиций марксистско-ленинской методологии и мировоззрения. Первой самостоятельной и серьёзной работой стала монография «Человек в системе культуры развитого социализма» (1984), подготовленная по результатам научных исследований 1978—1974 годов. Частично в книгу вошли материалы кандидатской диссертации «Основные закономерности социализации личности при социализме», защищенной в 1979 году.

## Награды
- Орден князя Ярослава Мудрого V степени (4 октября 2015) — за значительный личный вклад в развитие национального образования, подготовку квалифицированных специалистов, многолетнюю плодотворную педагогическую деятельность и высокий профессионализм[4];
- Орден «За заслуги» (I степень — 2010[5], II — 2008[6], III — 2003);
- Заслуженный деятель науки и техники Украины (3 октября 1997) — за весомый личный вклад в развитие национального образования, внедрение современных методов обучения и воспитания молодежи[7];
- Государственная премия Украины в области образования 2013 года ;— в номинации «научные достижения в области образования» за цикл научных работ «Философия образования: поиск приоритетов» (в составе коллектива)[8];
- Почетная грамота Верховной Рады Украины (2002, 2003);
- Нагрудный знак «Знак Почета» Киевского городского головы, ордена и медали церковных (духовных) и общественных организаций (Крест Почета «Князь Святослав», «За развитие образования», «За заслуги. Орден Нестора Летописца III степени», Орден святого равноапостольного князя Владимира ІІІ степени);
- Почетные грамоты Министерства образования и науки, Министерства внутренних дел Украины, Академии педагогических наук Украины, Государственного комитета по делам молодежи и туризму, Всеукраинского общества «Просвіта» ім. Тараса Шевченко, Общества «Знания Украины».